# 1-й Колобовский переулок
1-й Колобо́вский переу́лок (ранее 1-й Знаменский переулок) — переулок в Центральном административном округе города Москвы. Проходит от 2-го Колобовского переулка до Цветного бульвара. Нумерация домов ведётся от 2-го Колобовского переулка.

## Происхождение названия
Название дано по фамилии командира стрелецкого полка полковника Никифора Колобова.

## История
Бывшие Знаменские, ныне Колобовские переулки сложились на месте стрелецкой слободы, где были поселены царские стрельцы.

## Примечательные здания и сооружения

### По нечётной стороне
- № 1, стр. 2 — Храм иконы Божией Матери «Знамение» за Петровскими воротами (1676—1681). Образец «огненных» храмов XVII века с традиционным пятиглавием над кокошниками и резными наличниками. Придел св. Климента имеет вид самостоятельной пятиглавой церкви, соединённой с общей колокольней. В киоте над входом в колокольню, вокруг некогда бывшей здесь иконы, сохранилась фреска с изображением ангелов.

Храм был закрыт в 1930 году, реставрировался в 1970—1980-х годах с восстановлением элементов первоначального облика, вновь открыт в 1997 году.
- № 17 — доходный дом (1909, архитектор Н. Д. Струков).
- № 27/3 — здание бывшей гостиницы «Лира» — жилой дом. Здесь жил живописец Иван Пархоменко[1]

### По чётной стороне
- № 2 — жилой дом (1928)[2].
- № 4 — здание медицинского центра «Петровские Ворота»
- № 8 — доходный дом (?; 1915, архитектор Н. Э. Пелиц).
- № 10 — собственный доходный дом архитектора А. С. Гребенщикова (1903, 1905, архитектор А. С. Гребенщиков).
- № 12 — здание винных складов «Товарищества К. Ф. Депре», построенное в 1899 году архитектором Р. И. Клейном. В советское время здесь располагался «Самтрест».
- № 16 — здесь жил актёр Николай Черкасов[3].

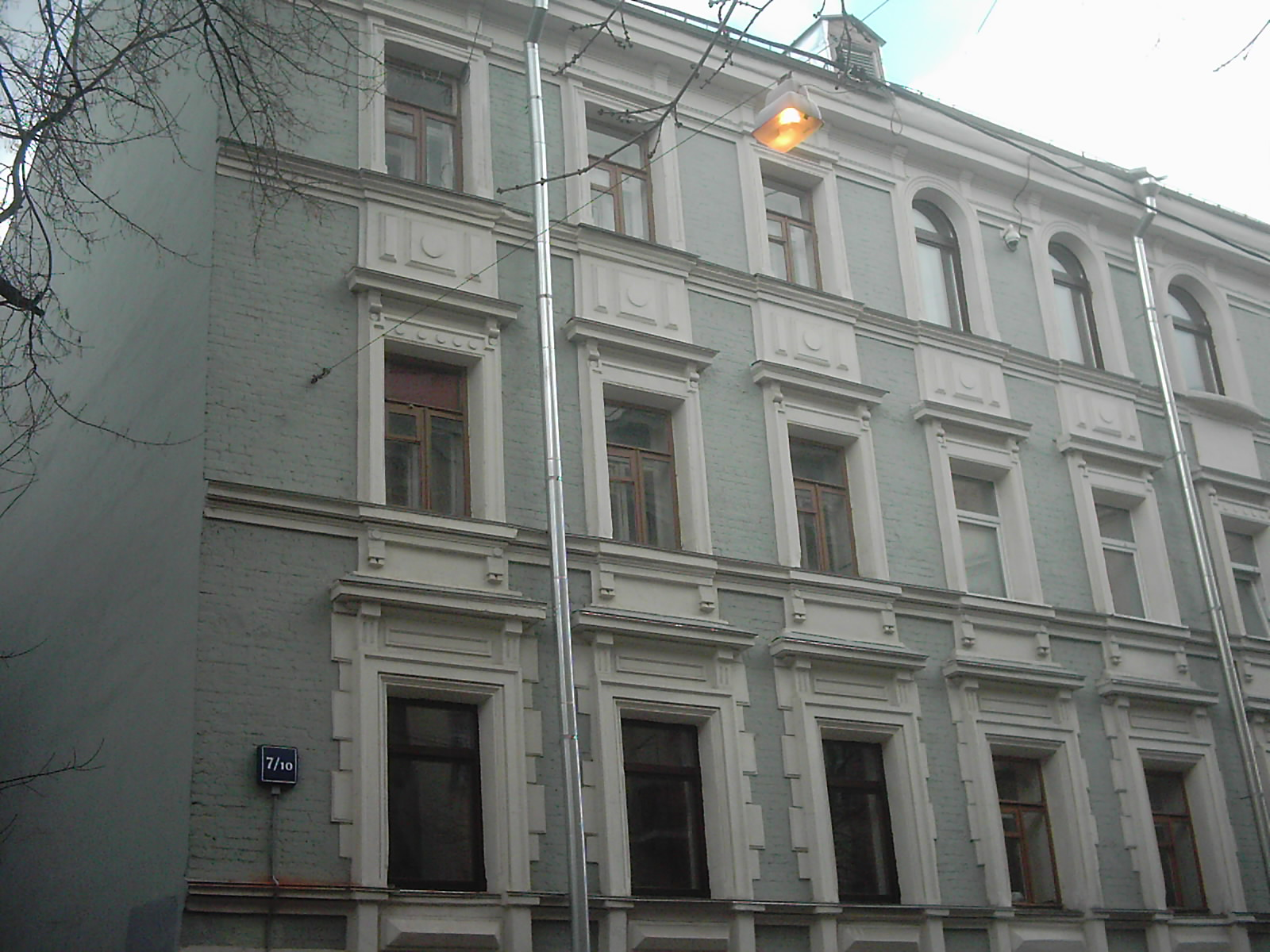
№ 10, дом архитектора А. С. Гребенщикова (1903, 1905)
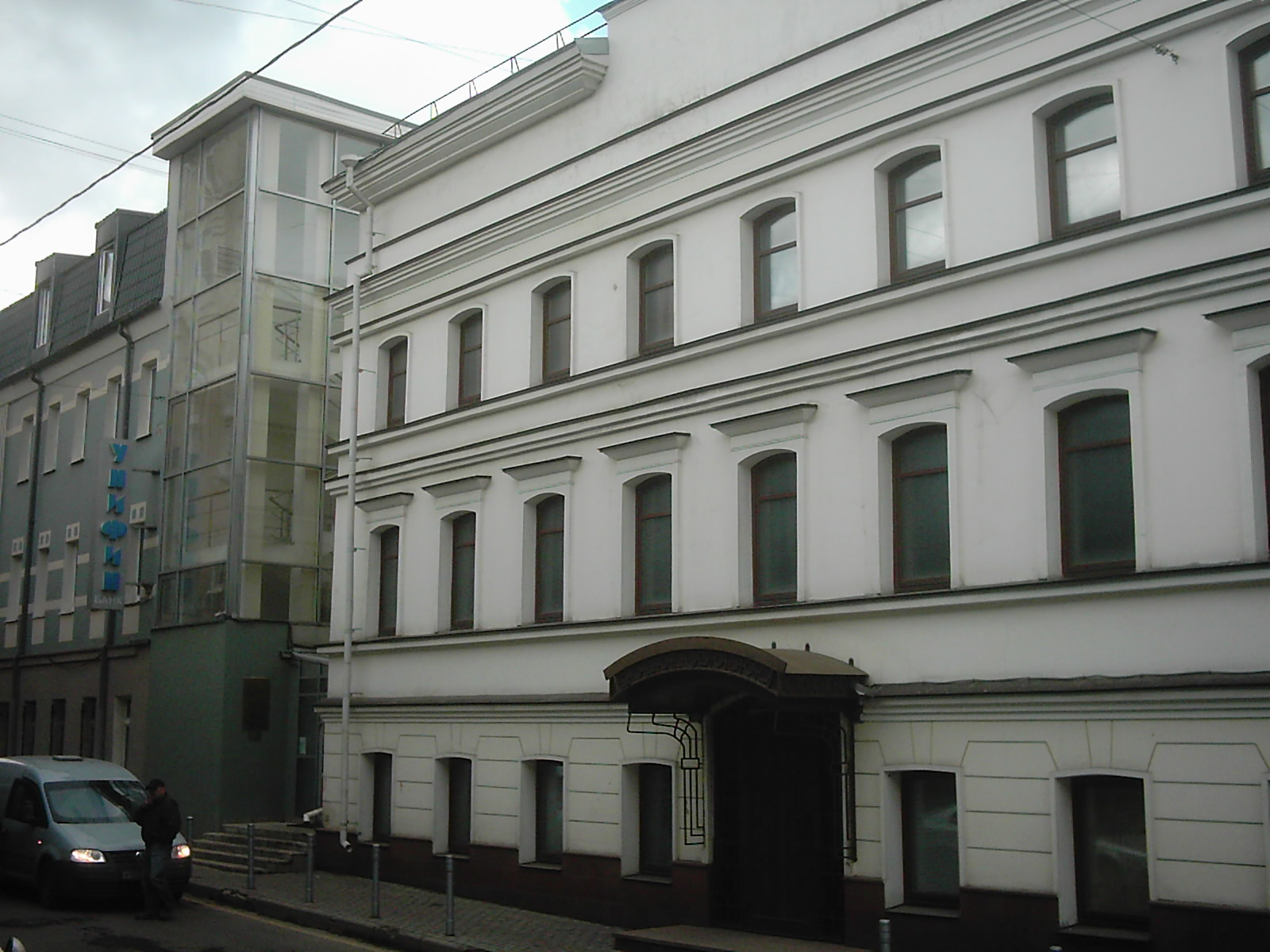
№ 11 и № 13
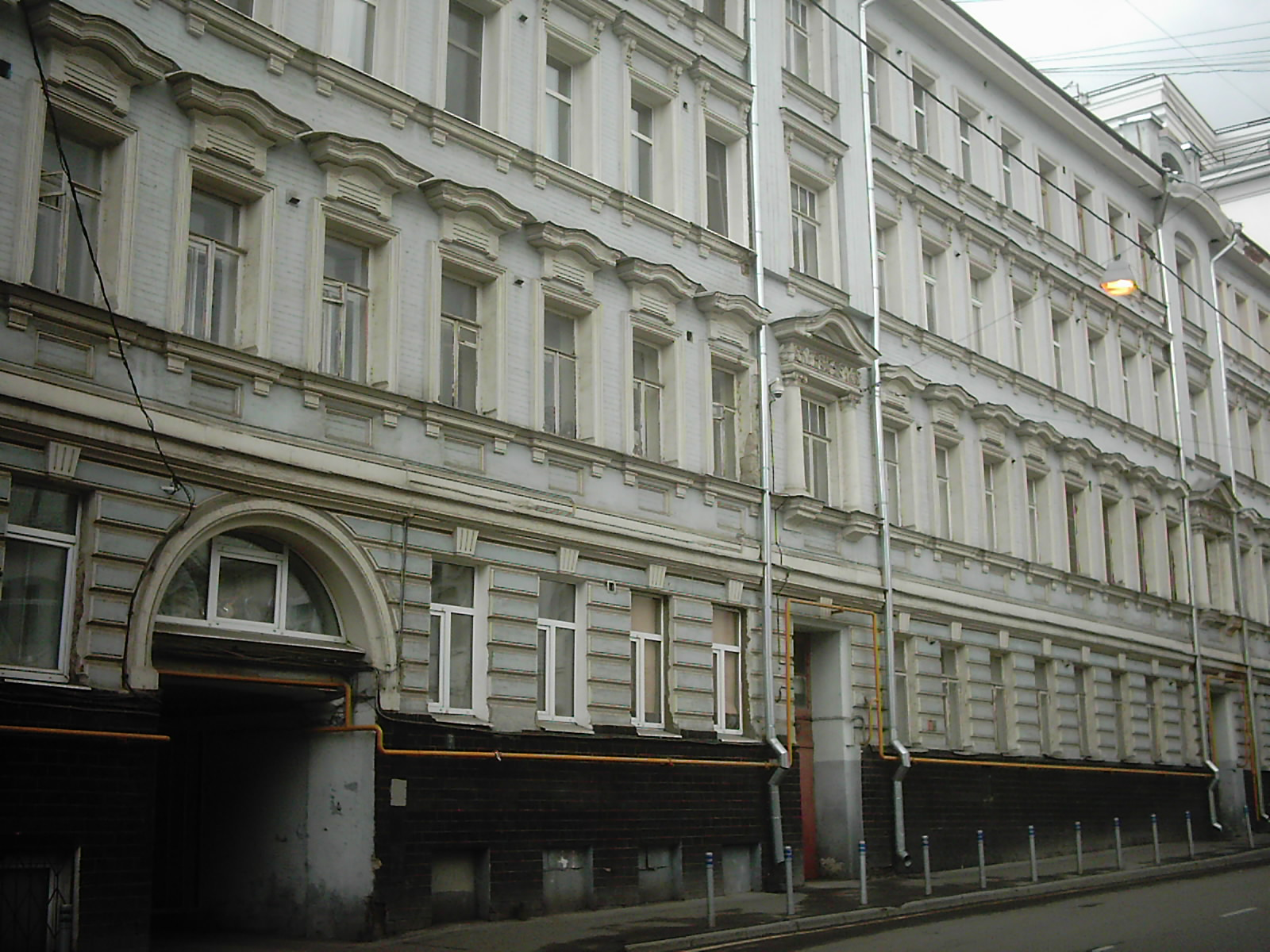
№ 16 стр. 1
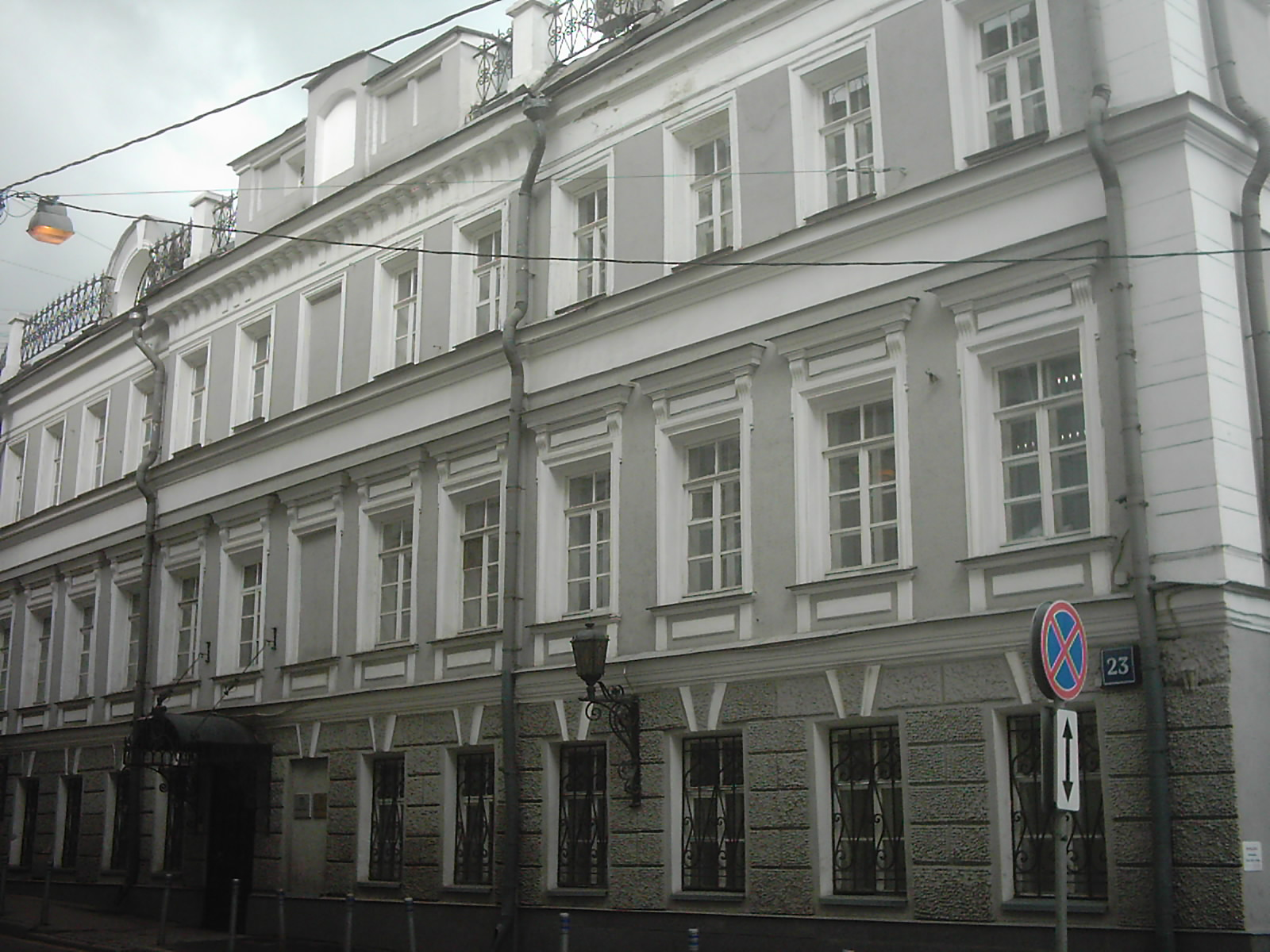
№ 23
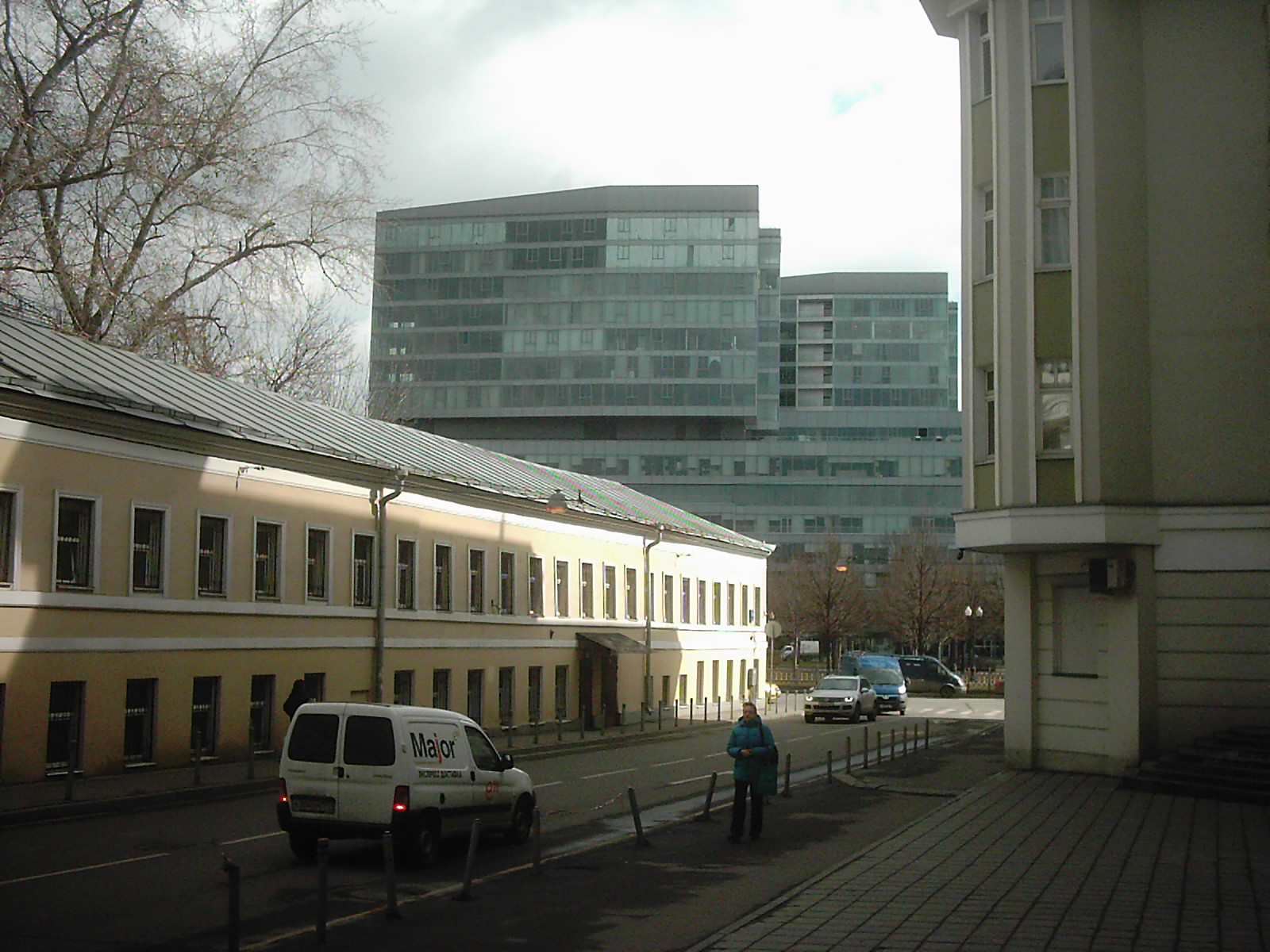
№ 27/3 стр. 1

## Транспорт
- Метро Цветной бульвар, Трубная, Тверская, Пушкинская и Чеховская.